# Abies borisii-regis
Espèce
Classification phylogénétique
Statut de conservation UICN

 LC  : Préoccupation mineure
Abies x borisii-regis,  appelé sapin de Bulgarie ou sapin du roi Boris,  est une espèce d'arbre de la famille des Pinaceae.  Ce taxon fait partie du groupe des sapins circum-méditerranéens et est surtout présent dans les montagnes des Balkans. A l’heure actuelle, ce sapin est considéré comme étant une espèce d’origine hybride. Cet arbre est souvent utilisé comme sapin de Noël et son bois peut être employé pour la construction ou la fabrication de matériaux.

## Dénomination
En français, cette espèce est connue  sous le nom de sapin de Bulgarie ou sapin du roi Boris. En anglais, elle est généralement nommée « King Boris fir », « bulgarian fir » ou encore « macedonian fir »,. Le nom Abies x borissi-regis fut donné à cette espèce en l’honneur du Roi Boris III de Bulgarie, qui a régné de 1918 à 1943.

## Caractéristiques

### Description

#### Port général
Cet arbre mesure au maximum 40 m de hauteur et possède un tronc droit, d’une circonférence de 150 cm. Ses branches principales forment une couronne conique qui a tendance à s’aplatir lorsque l’individu prend de l’âge.

#### Appareil végétatif
L’écorce des jeunes arbres est d’un aspect lisse et de couleur grisâtre, alors que celle des individus plus âgés devient fissurée vers le bas et de couleur brunâtre. Les branches principales de l’arbre sont horizontales et surtout descendantes sauf vers la cime où elles sont plutôt ascendantes. Les branches secondaires sont généralement plus souples et élancées, sauf pour les branches qui portent les cônes, ces dernières étant plus fermes et trapues. Elles sont cependant toutes de couleur grises, voir gris jaunâtre. Ces branches sont striées tout en étant presque lisses et possèdent des cicatrices foliaires elliptiques. Les feuilles sont quant à elles disposées en spirales et insérées sur les rameaux en deux rangées bien distinctes. Les bourgeons sont ovoïdes, bruns et sont persistants (ils restent donc pendant plusieurs années).

#### Appareil reproducteur
Les cônes mâles sont latéraux et possèdent des microsporophylles (petites écailles) pourpres. Ils ont cependant une couleur plutôt jaune-verdâtre et ont une longueur d’environ 2 cm. Quant aux cônes femelles, ils sont pédonculés (attachés par des petites tiges) et dressés ainsi que légèrement incurvés. Ils sont coniques et deviennent bruns voir brun rougeâtre à maturité. Enfin, les graines sont cunéiformes (en forme de coin) et possèdent de petites ailes de 10 à 15 mm de long,.

### Espèces voisines et identification
Cette espèce est très proche de Abies alba et de Abies cephalonica (voir taxonomie et classification). Plusieurs caractéristiques morphologiques permettent cependant de ne pas les confondre :
- A. x borisii-regis diffère principalement de A. cephalonica par la forme de ses feuilles qui sont plus obtuses et émarginées[4].
- A. x borisii-regis diffère de A. alba par le fait que les feuilles qui sont adaxiales (tournées vers la tige ou vers son axe) ne possèdent que quelques stomates et que toutes les feuilles sont entières à leur apex[5].

Il est à noter que ces différentes caractéristiques sont très variables, ce qui peut rendre l’identification de cette espèce assez difficile.

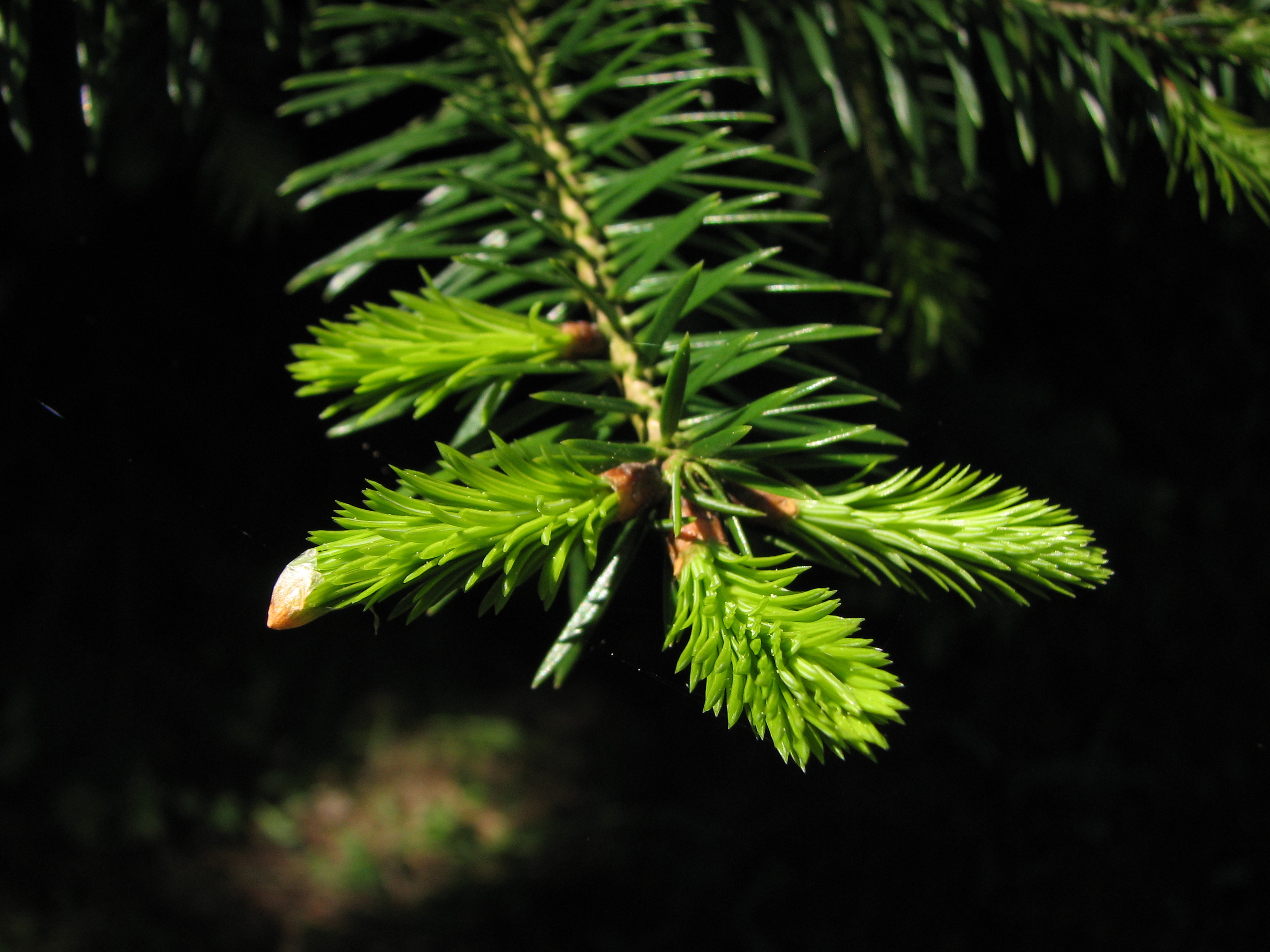
Rameau de A. x borissi-regis.

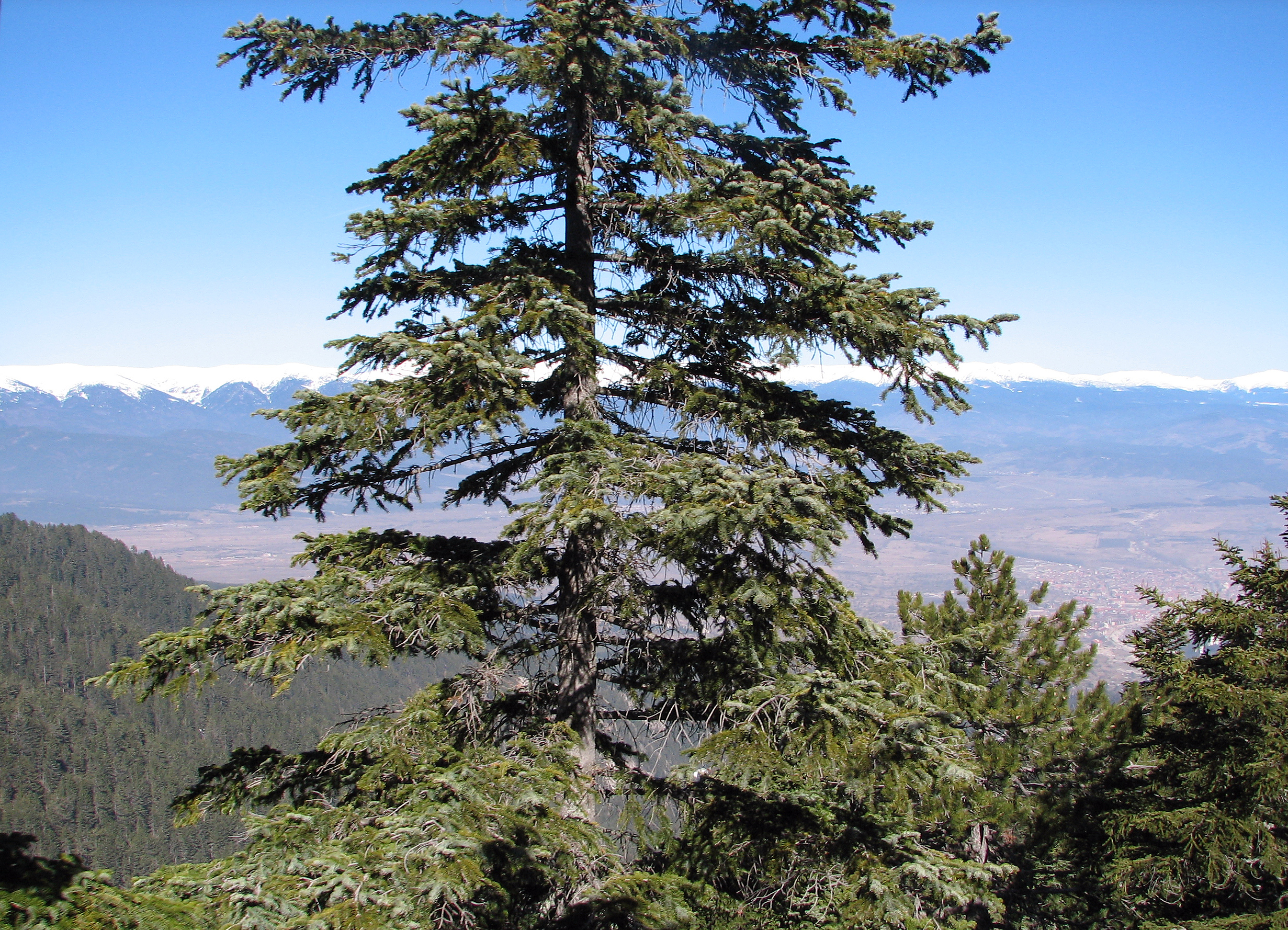
Appareil végétatif de A. x borissi-regis.

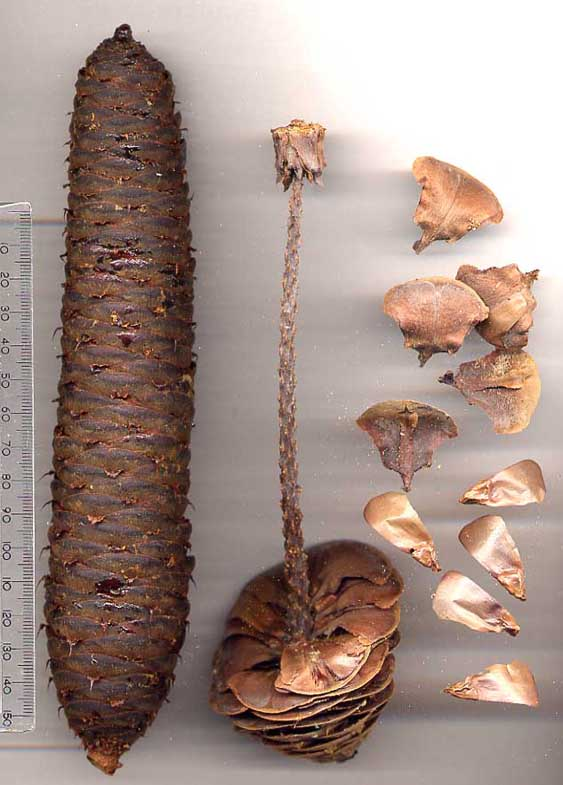
Dissection d'un cône de A. x borissi-regis.

## Taxonomie et classification
Ce taxon fut décrit comme étant une espèce à part entière, dont l’originalité était d’être endémique dans le sud des Balkans. Cependant, il est apparu que ce sapin est à l’origine issu d’une hybridation entre deux espèces distinctes : Abies alba (une espèce très répandue) et Abies cephalonica qui est une espèce endémique à la Grèce. Cette hybridation se serait produite par une introgression (c'est-à-dire l’introduction) de certains gènes de Abies alba dans la population de Abies cephalonica. Le scénario le plus admis est que la rencontre entre ces deux espèces proches eut lieu lors de la dernière période de glaciation (durant le Pléistocène), période durant laquelle l’aire de répartition de Abies alba se serait contractée vers la Grèce. L’analyse de l’ADN mitochondrial et chloroplastique des populations d’Abies x borisii-regis semble confirmer ce scénario car elle indique un mélange de gènes provenant des deux espèces citées ci-dessus5. Les botanistes estiment que ce processus n’est cependant pas encore arrivé à son terme, car il peut toujours se croiser avec Abies alba et Abies cephalonica. Ceci explique la présence du symbole    « x » dans le nom latin de ce taxon car il en souligne l’origine hybride,.

## Écologie

Carte de répartition de Abies x borissi-regis.

### Répartition géographique
Ce sapin est originaire du bassin méditerranéen, plus précisément de la péninsule du grand Balkan. Il est surtout présent en Grèce, en Bulgarie, en ex-Yougoslavie  (Macédoine et Serbie), ainsi qu’en Albanie. Son aire de répartition chevauche, assez logiquement, celle de Abies alba et de Abies cephalonica (étant donné l’origine de ce taxon). Récemment, cette espèce fut aussi plantée dans le sud de la France.

### Cycle de vie et reproduction
Le cycle de vie de cet arbre ne diffère pas vraiment de celui des autres conifères. Il s’agit d’une espèce strictement monoïque et qui effectue sa pollinisation et la dispersion de ses graines par le vent. Les cônes atteignent leur maturité en une saison et la production de graines est très grande tous les 3 à 5 ans.
Le passage par ce type de développement est confirmé par l’emploi d’outils génétiques qui ont aussi révélé un taux plus élevé d’autofécondation chez cette espèce. De plus, la reproduction serait effectuée par un faible nombre d’individus au sein de la population. Ces caractéristiques de la reproduction d’Abies x borisii-regis ne sont pas vraiment comprises.

### Habitat et phytosociologie
Cette espèce est surtout montagnarde et est présente dans les montagnes des Balkans à une altitude comprise entre 700 et 1 500 m. Elle peut tolérer des températures annuelles moyennes allant de 7,5 à 16 °. En général, A. x borissi-regis pousse sur des sols acides où la disponibilité en eau est suffisante. En effet, cet arbre consomme une grande quantité d’eau et ne peut résister au stress hydrique (lors d’une sécheresse) que si une quantité suffisante de précipitations (entre 700 et 800 mm) est tombée durant l’hiver précédent,,. Malgré cela, cette espèce a aussi développé des stratégies de survie (de type évitement) afin d’économiser de l’eau. Elles sont cependant encore peu étudiées actuellement. Il a été démontré que la demande en eau est un facteur majeur pour la croissance de l’arbre, cette dernière étant freinée lors de saisons plus sèches.
Du point de vue de la phytosociologie, cette espèce peut croitre en présence d’autres sapins comme Picea abies ou encore Abies cephalonica. Il peut aussi bien vivre dans des peuplements où il est pratiquement la seule espèce ou encore, à des altitudes plus basses, se mélanger à des forêts très variées.

### Interactions avec d'autres organismes
Ce sapin peut être affecté par plusieurs espèces de parasites. Il peut s’agir de parasites qui provoquent le pourrissement de certains tissus (comme ceux des racines) ou encore d’insectes qui parasitent spécifiquement les graines de l’arbre (comme Cacoecia muriana), diminuant de ce fait la fécondité des individus. Des espèces de champignons, elles aussi parasites, peuvent provoquer les mêmes symptômes. C’est le cas notamment de Heterobasidion annosum. De manière générale, ces parasites ne représentent pas une menace importante pour les populations d’A. x borisii-regis et ce parasitisme a essentiellement lieu après une période de forte humidité.

### Protection
Cette espèce est classée par l’UICN comme étant de préoccupation mineure,. Néanmoins, ce sapin fait l’objet de plusieurs mesures de protection de son patrimoine génétique.
En effet, l’intensification des sécheresses pourrait à terme modifier la croissance et la répartition géographique de cet arbre, dont les besoins physiologiques en eau sont grands,. Les forestiers craignent, en conséquence, une contraction de son aire de répartition vers le nord où le climat serait moins sec. Ce faisant, cette contraction pourrait intensifier le processus d’hybridation avec Abies cephalonica, ce qui compromettrait la survie de ces deux espèces.

## Propriétés
Cette espèce ne produit pas de molécules toxiques en tant que telle. Cependant, il a été démontré qu’Abies x borisii-regis faisait partie des espèces qui émettent beaucoup d’isoprènes et de monoterpènes. La production d’isoprènes serait même similaire à celle des eucalyptus, considérés comme étant de grands producteurs de ces composés. Il s’agit de petites molécules organiques dont la production est fonction de la température dans les feuilles et de la quantité de radiations solaires reçues par la plante. Ces molécules peuvent être dangereuses pour la santé humaine car elles participent à la formation d’espèces chimiques oxydantes dans la troposphère, en particulier de l’ozone et du radical hydroxyle.

## Utilisation
Le bois de cette espèce est apprécié et sert entre autres de matériaux pour les constructions intérieures. En particulier, le bois sert surtout à faire du contre-plaqué et du vernis. Ses propriétés seraient similaires à celles du bois provenant de Abies alba. Dans les régions où il est abondant, cet arbre est aussi employé comme sapin de Noël ou comme arbre d’ornement,. Notons aussi que cette espèce fut employée pour des programmes de reforestation, notamment dans le sud de la France,.
Enfin, signalons aussi qu’il est possible d’extraire des huiles essentielles des feuilles de ce sapin.